# Scintigraphie osseuse
La scintigraphie osseuse est un examen de médecine nucléaire consistant à injecter à un patient un produit radioactif qui va se fixer sur le squelette. Cet examen permet d’obtenir des images qui sont le reflet du métabolisme osseux. Il est indiqué dans de nombreuses pathologies osseuses, notamment en cancérologie pour la recherche de métastases osseuses ou en rhumatologie.

## Indications
La scintigraphie osseuse est indiquée dans de nombreuses affections entraînant une modification du métabolisme osseux:
- en cancérologie pour la recherche de métastases osseuses, en particulier dans les cancers du sein et de la prostate ;
- en pathologie du sport en cas de périostite ou de fracture de fatigue ;
- pour le diagnostic d’algodystrophie, d’inflammation ou d’infection osseuse ;
- dans les maladies osseuses métaboliques.

## Technique

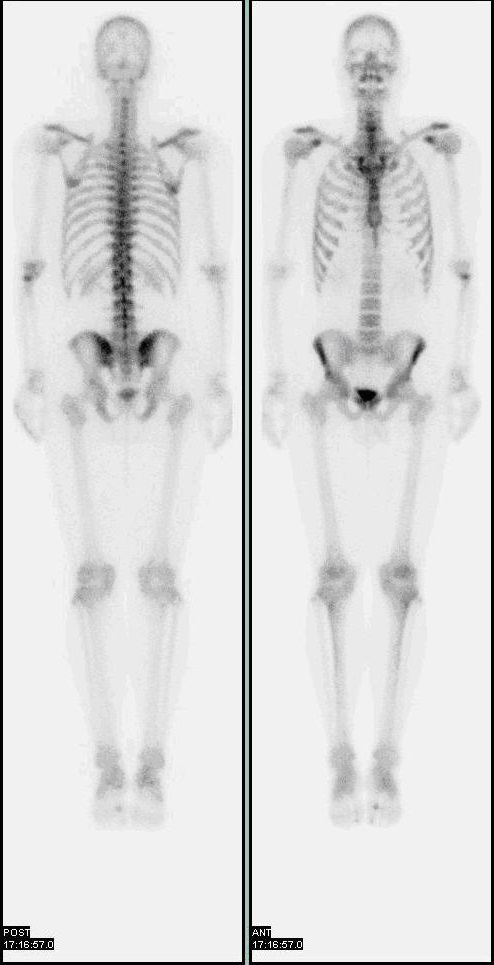
Scintigraphie osseuse normale en vue postérieure (à gauche) et antérieure (à droite).

La scintigraphie osseuse est pratiquée dans un service de médecine nucléaire. Une injection de biphosphonates marqués au technétium 99m est réalisée, le plus souvent au pli du coude. Ce produit radiopharmaceutique va se fixer dans le squelette, absorbé dans les cristaux d’hydroxyapatite de l’os minéral. La fixation sera plus importante dans les zones dans lesquelles il existe une augmentation du remodelage osseux, en réponse à une agression tumorale ou traumatique.
L’acquisition des images se fait au moyen d’une gamma-caméra pouvant être couplée à un scanner, permettant d’obtenir des images anatomiques en plus des images métaboliques de la scintigraphie.
Selon l’indication, des images précoces peuvent être réalisées dans les minutes suivant l’injection afin de rechercher une inflammation dans la zone douloureuse. Dans tous les cas, des images tardives sont réalisées deux à trois heures après l’injection, permettant de repérer les zones avec un hypermétabolisme osseux (ou hyperactivité ostéoblastique) dans lesquelles le produit injecté s’est accumulé.
Le produit injecté est éliminé par les urines dans les heures qui suivent l’examen.

## Autre utilisation
La scintigraphie osseuse permet de faire le diagnostic d'une amylose cardiaque à la transthyrétine, le traceur se fixant dans ce cas sur le muscle cardiaque.